# 함형규
함형규(1986년 5월 5일~)은 대한민국의 은퇴한 축구 선수로, 포지션은 공격수였다.